# Дрокин, Александр Иванович
Алекса́ндр Ива́нович Дро́кин (январь 1923, Красноярск, Красноярский край, СССР — июль 1993, Симферополь, Республика Крым, Украина) — советский учёный-магнитолог, доктор физико-математических наук (1966), профессор (1967). Первый ректор Красноярского государственного университета (1969—1975). Ветеран Великой Отечественной войны, лётчик трассы Аляска — Сибирь.

## Биография
Родился в 1923 году в Красноярске, в рабочей семье, переехавшей в Красноярск из пригородной деревни Дрокино. В 1940 году окончил красноярскую школу № 21 и поступил на физико-математический факультет Красноярского педагогического института (закончив его, ввиду призыва на фронт, только в 1948 году).
В сентябре 1941 года со второго курса призван в армию, стал лётчиком, работал на воздушной трассе «Аляска — Сибирь». Участвовал в боях I Украинского фронта. Награждён медалью «За победу над Германией».
Демобилизовавшись в 1946 году, продолжил обучение, параллельно работая в красноярской школе рабочей молодежи № 1. В 1948—1950 годах работал ассистентом на кафедре физики Сибирского лесотехнического института, после преподавал в альма-матер, Красноярском пединституте.
В 1951 году поступил в аспирантуру, в 1954 году под научным руководством Л. В. Киренского защитил в Московском областном педагогическом институте кандидатскую диссертацию на тему «Исследование температурного магнитного гистерезиса никеля методом автоматической фотозаписи», в которой предложил методику автоматической фиксации на фотоплёнку исследуемого явления и температуры образца.
После защиты продолжил работать на кафедре физики в Красноярском пединституте, изучая вопросы методик исследования на астатическом магнитометре, влияния способа размагничивания образца на температурную зависимость намагниченности в области процесса смещения границ. В составе группы преподавателей и студентов осуществлял наблюдения за искусственными спутниками Земли, по результатам которых была опубликована брошюра «Методы наблюдения искусственных спутников Земли», за что в составе группы авторов был награждён почётной грамотой Министерства просвещения РСФСР и Астрономического совета Академии наук СССР, а также знаком «Участник Международного геофизического года».
После организации в Красноярске Института физики АН СССР, работал в нём по совместительству (параллельно преподаванию в пединституте) старшим научным сотрудником, возглавлял группу магнитометрии в лаборатории физики магнитных явлений, которой руководил Л. В. Киренский.
В 1959 году его группу переключили на исследования ферритов, для чего с нуля была оборудована лаборатория магнитных материалов, и после открытия в мае 1964 года Дрокин был избран её заведующим. В лаборатории проводились работы по синтезу монокристаллов ферритов, изучению их механических, магнитных, электрических и СВЧ-свойств, поиску возможностей их использования в технике.
В июле 1960 года назначен заместителем директора института по науке, что повлекло повышенную управленческо-административную нагрузку (курировал вопросы строительства, выполнение плана, финансовые вопросы и т. д.).
В декабре 1966 года в МГУ успешно защитил докторскую диссертацию на тему «Магнитоструктурные превращения в ферритах».
После открытия в 1969 году Красноярского государственного университета Дрокин стал его первым ректором. В 1975 году по состоянию здоровья оставил пост и переехал в Симферополь, где в Симферопольском государственном университете имени М. В. Фрунзе основал Крымскую магнитную школу, а затем кафедру экспериментальной физики.
Умер в июле 1993 года в Симферополе.

## Семья
Отец — Иван Ананьевич Дрокин, призван в армию в 1942 году и в том же году погиб на Ленинградском фронте. Сын — Николай Александрович Дрокин, д. ф-м. н., выпускник Красноярского госуниверситета, работает в Институте физики имени Л. В. Киренского СО РАН.

## Научная деятельность
Автор 67 научных работ, в том числе монографии «Температурный магнитный гистерезис ферромагнетиков и ферритов». Сфера интересов — температурный и вращательный магнитный гистерезис ферромагнетиков и ферритов, изучение влияния внешних воздействий (полей, температур, механических постоянных и переменных напряжений) на магнитные и электрические параметры ферромагнетиков и ферритов. Владелец семи авторских свидетельств на изобретение ферритовых элементов для логических схем.
Несколько статей были посвящены влиянию ультразвуковых воздействий на рост растений.